# Leila Lurowa
Leila Chijanowna Lurowa (russisch Лейла Хияновна Лурова; * 28. Oktober 1968 in Frunse, heute Bischkek, Kirgisische SSR, UdSSR) ist eine kirgisische Politikerin.

## Biographie
Lurowa studierte Wirtschaftswissenschaften an der Kirgisischen Nationalen Universität und absolvierte diese im Jahr 1991.
In den 1990er Jahren war Lurowa in den verschiedenen Wirtschafts- und Handelsunternehmen tätig. 1998 wurde sie zur Leiterin von „LBS Milk Production“, einer Firma für Milcherzeugnisse.
Von 2012 bis 2016 war sie Abgeordnete des Stadtrats von Bischkek.
Im November 2021 wurde Lurowa als Abgeordnete der siebten Einberufung ins Parlament der Kirgisischen Republik (Dschogorku Kengesch) von der Partei „Yntymak“ (Einigung) gewählt.